# ويلهلم بورشرت
ويلهلم بورشرت (بالألمانية: Ernst Wilhelm Borchert)‏ (و. 1907 – 1990 م) هو مؤدي أصوات، وممثل مسرحي، وممثل أفلام ألماني، ولد في برلين، توفي عن عمر يناهز 83 عاماً.

## جوائز
حصل على جوائز منها:

جائزة برلين للفنون ‏ (1976)

## وصلات خارجية
- ويلهلم بورشرت على موقع IMDb (الإنجليزية)
- ويلهلم بورشرت على موقع ألو سيني (الفرنسية)
- ويلهلم بورشرت على موقع ميوزك برينز (الإنجليزية)
- ويلهلم بورشرت على موقع أول موفي (الإنجليزية)
- ويلهلم بورشرت على موقع قاعدة بيانات الأفلام السويدية (السويدية)
- ويلهلم بورشرت على موقع قاعدة بيانات الأفلام السويدية (السويدية)
- ويلهلم بورشرت على موقع ديسكوغز (الإنجليزية)
- ويلهلم بورشرت على موقع قاعدة بيانات الفيلم (الإنجليزية)
- ويلهلم بورشرت على موقع كينوبويسك (الروسية)